# Kocsenyovói járás

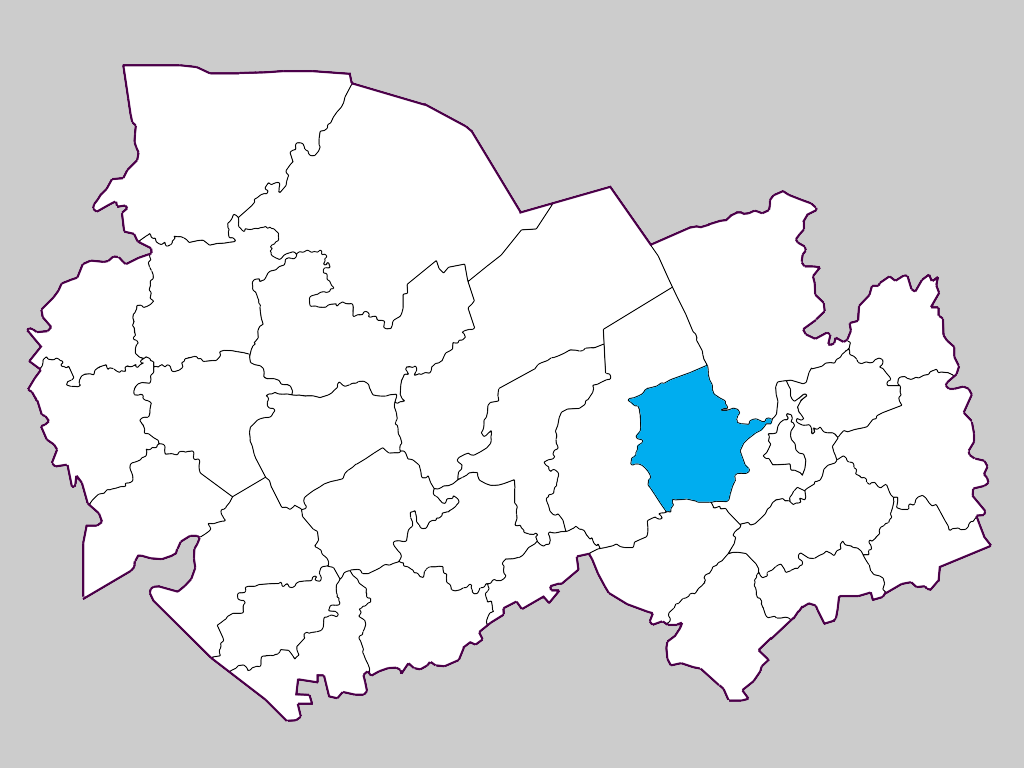
A Kocsenyovói járás a Novoszibirszki területen

A Kocsenyovói járás (oroszul Коченёвский район) Oroszország egyik járása a Novoszibirszki területen. Székhelye Kocsenyovo.

## Népesség
- 1989-ben 46 148 lakosa volt.
- 2002-ben 46 378 lakosa volt.
- 2010-ben 43 850 lakosa volt, melyből 40 833 orosz (93,8%), 895 német (2,1%), 334 kazah (0,8%), 292 ukrán (0,7%), 275 örmény (0,6%), 185 tatár (0,4%), 123 ezid (0,3%), 77 fehérorosz (0,2%), 71 üzbég (0,2%), 62 azeri, 58 csuvas, 55 tadzsik, 27 mordvin, 24 baskír, 19 mari, 17 udmurt, 15 moldáv, 12 grúz, 10 kirgiz, 10 koreai stb.